# Schilbe laticeps
Schilbe laticeps är en fiskart som först beskrevs av Boulenger, 1899.  Schilbe laticeps ingår i släktet Schilbe och familjen Schilbeidae. IUCN kategoriserar arten globalt som livskraftig. Inga underarter finns listade i Catalogue of Life.